# Corambe testudinaria
Corambe testudinaria är en snäckart som beskrevs av Heinz Fischer 1889. Corambe testudinaria ingår i släktet Corambe och familjen Corambidae. Inga underarter finns listade i Catalogue of Life.